# C/1808 M1
Komet Pons ali C/1808 M1 je komet, ki ga je odkril francoski astronom Jean-Louis Pons 24. junija 1808 v Marseillu, Francija.

## Značilnosti
Komet je imel parabolično tirnico. Soncu se je najbolj približal 12. julija 1808, ko je bil na razdalji približno 0,39 a.e. od Sonca.